# Kupiuka heteropicta
Kupiuka heteropicta – gatunek pająka z rodziny skakunowatych i podrodziny Heliophaninae.

## Taksonomia
Gatunek ten opisany został po raz pierwszy w 2010 roku przez Gustava R.S. Ruiza na łamach „Zootaxa”. Jako lokalizację typową wskazano Fazendę Retiro Novo w Pantanal do Poconé w gminie Nossa Senhora do Livramento w brazylijskim stanie Amazonas. Epitet gatunkowy oznacza po łacinie „różnobarwna”.

## Morfologia
Holotypowy samiec ma ciało długości 3,35 mm przy karapaksie długości 1,5 mm, szerokości 1 mm i wysokości 0,5 mm, natomiast paratypowa samica ma ciało długości 3,75 mm przy karapaksie długości 1,55 mm, szerokości 0,92 mm i wysokości 0,52 mm. Karapaks jest ciemnobrązowy. Nadustek porastają białe łuski. Barwa szczękoczułków jest ciemnobrązowa, a zaokrąglonych szczęk i wargi dolnej ciemnobrązowa u samca i jasnobrązowa u samicy. Sternum jest żółte. Nogogłaszczki są jasnobrązowe u samca, a żółte u samicy. U samca odnóża pierwszej pary są ciemnobrązowe, a par pozostałych żółte z ciemnobrązowymi znakami w odsiebnych częściach ud i rzepek. U samicy odnóża są żółte ze słabo widocznymi znakami ciemnobrązowymi po bokach.  U samca kolejność ich par od najdłuższej do najkrótszej to I, IV, III, II, a u samicy IV, I, III, II. Wierzch opistosomy (odwłoka) jest szarobrązowy, w tyle z jednym dużym i kilkoma mniejszymi jasnymi szewronami, spód zaś kremowy. Kądziołki przędne mają żółtą barwę.
Genitalia samicy cechują się wulwą z długimi przewodami kopulacyjnymi o dobrze wykształconych spermatekach dodatkowych. Nogogłaszczki samca mają apofizę retrolateralną goleni rozwidloną na dwie gałęzie, z których grzbietowa jest słabiej wykształcona niż brzuszna, wystające z tyłu tegulum oraz niezbyt długi embolus osadzony na przednio-bocznej stronie tegoż.

## Rozprzestrzenienie
Gatunek neotropikalny, południowoamerykański, endemiczny dla Brazylii, znany ze stanów Mato Grosso i Amazonas.